# Tom Gröschel
Tom Gröschel (* 25. August 1991 in Güstrow) ist ein deutscher Leichtathlet.

## Leben
2018 und 2019 wurde er Deutscher Meister im Marathon. Gröschel ist 1,85 m groß bei einem Wettkampfgewicht von 66 kg.
2018 erzielte er den 11. Platz beim EM-Marathon in Berlin in 2:15:48 h. Gröschel läuft für den TC FIKO Rostock.
2018 und 2019 wurde er bei einer vom Portal laufen.de veranstalteten Wahl zum „Läufer des Jahres“ gewählt.
2022 trat Gröschel bei den Weltmeisterschaften in Eugene über die Marathondistanz an, wo er in 2:14:56 h den 43. Platz belegte.
Gröschel hat seine Karriere 2024 beendet.

## Persönliche Bestzeiten
- 5000 m: 14:15,13 min, 16. Juli 2016 in Heusden-Zolder
- 10.000 m: 29:34,39 min, 4. Mai 2013 in Bremen
- 10-km-Straßenlauf: 29:34 min, 9. Oktober 2016 in Berlin
- Halbmarathon: 1:04:09 h, 16. Februar 2020 in Barcelona
- Marathon: 2:11:02 h, 5. Dezember 2021 in Valencia